# Nechako Reservoir
Nechako Reservoir är en reservoar i Kanada.   Den ligger i provinsen British Columbia, i den centrala delen av landet, 3 700 km väster om huvudstaden Ottawa. Nechako Reservoir ligger 850 meter över havet. Arean är 900 kvadratkilometer.
I omgivningarna runt Nechako Reservoir växer i huvudsak barrskog. Trakten runt Nechako Reservoir är nära nog obefolkad, med mindre än två invånare per kvadratkilometer.